# 源井和仁
源井 和仁（げんい かずひと、10月11日生まれ）は、和歌山県出身の作詞家、劇作家、演出家である。作詞家としては、KAJI KATSURA（かつらかじ）というペンネームを用いる。2015年、 AAA「愛してるのに、愛せない」で第57回日本レコード大賞・優秀作品賞を受賞。

## 主な作詞提供作品
- AFTERSCHOOL
  - BROKEN HEART feat. Jung-A, Raina, Nana, E-Young
  - rock it
  - in the moonlight
  - Lucky Girl
- ALLEY:A
  - SWEET DYNAMITE!!!（テレビ東京『トータリー・スパイズ!』op）
- X21
  - ワクワク☆WALKIN'
- EDGE of LIFE
  - Never Give Up
- FTISLAND
  - Flower Rock
  - Wing
  - Let It Go!
- Orange Caramel
  - 上海ロマンス（Japanese Ver.）
  - アイン♡（Japanese Ver.）
  - クッキークリーム＆ミント
  - 赤いくつ
  - 眠れる森（Nana）
  - すっぱい葡萄（Lizzy）
  - 流星とピアス（Raina）
- 海蔵亮太
  - コーヒーカップ
- Kis-My-Ft2
  - LUCKY SEVEN!!
  - Overture ～Music Colosseum～
- King & Prince
  - Full Time Lover（UHA味覚糖「Sozaiのまんま　コロッケのまんま」CMソング）
- Crystal Kay
  - My Dear（劇場用アニメ『豆富小僧』挿入曲）
  - Yo Yo
- クリス・ハート
  - Sweet Heart
  - ハッピーデイズ（中日新聞・北陸中日新聞・東京新聞CMソング）
- 後藤真希
  - 花束
  - アゲ♂曲
- ザ・キング・トーンズ
  - ウインク100万％
  - スイート・デイズ
  - いとしの銀列車（松竹映画『ショムニ』挿入曲）
  - 素敵な週末
  - KING"T"PARTY
- J
  - wild world
- GEM
  - Baby, Love me!（テレビ東京『ジュエルペット マジカルチェンジ』2015年7月～9月ed）
- John-Hoon
  - 僕らなりの詩
  - THE BEST OF MY LIFE
- SHINJIRO ATAE（from AAA）
  - SHOW ME
- 関智一
  - RELEASE YOUR MIND（AT-X『魔王ダンテ』op）
- 高橋孝
  - 落花生畑
- 玉置成実
  - 彼女
- チャン・グンソク
  - 陽の射す方へ
- 超新星
  - 抱・き・し・め・た・い
  - スーパー☆ラブ
- 土屋アンナ
  - IS THIS LOVE? Produced by 難波章浩-AKIHIRO NAMBA-
- Tokyo Rockets
  - アオゾラブルー
  - SHA-LA-LA
  - SAKURA PROMISE
- AAA
  - Still Love You
  - Sorry, I…
  - autumn orange
  - 愛してるのに、愛せない
（テレビ朝日系『オープンハウス』プロマーシャルソング
テレビ朝日系『LIVE DAM STADIUM』プロマーシャルソング
イトーヨーカドー『WARM STYLE』CMソング
2015年 『第57回日本レコード大賞』優秀作品賞受賞）

- 中西保志
  - 星空
  - 短い夏
- パク・ヨンハ
  - monologue
- 速水奨
  - Legend of My Soul－そうさ涙じゃない－
  - 楽園
- Hooper
  - あの頃の夏に僕らは
  - APRIL
- BOOGIE MATSUDA & FUNKY★FREAKS
  - 愛×脳　FEELING
  - GALAXY
- BRIGHT
  - Flower（Bee TV『キス×kiss×キス』主題歌）
- May J.
  - ずっとずっと（ LIXIL住宅研究所 アイフルホーム「ミライリッチ」篇 CMソング）
- U-KISS
  - Real Love
  - Baby, Touch Me
  - Rock Me
  - Shining Stars
  - 愛奏（Hoon）
  - WILD&TOUGH feat.JUN（SOOHYUN）
  - Prologue
  - Anniversary（HOON）
  - Rain（HOON）
  - No Regret
  - Be your man（JUN）
  - Start Again（SOOHYUN）
- Lia
  - Song of Life
- Lead
  - Cosmic Drive
- 180jacK.
  - ALWAYS

## 舞台作品
- 東京キッドブラザース『時哉の冒険』（1996年、KID THEATER FARM／作詞）
- ユニセフ50周年記念子供ミュージカル『Sweet & Sweet』（1997年、アートスフィア／脚本・演出・作詞）
- E.シートン生誕150周年ミュージカル『オオカミ王ロボ』（2011年、全労済ホールスペース・ゼロ／脚本・演出・作詞）
- Musical Live『天使達－ANGELS－俺たちは天使か!?』（2012年、新宿FACE／脚本・演出・作詞）
- ミュージカル『新オオカミ王ロボ』（2013年、全労済ホールスペース・ゼロ／脚本・演出・作詞）
- きかんしゃトーマスファミリーミュージカル『ソドー島のたからもの』（2014年～五反田ゆうぽうとホール他全国公演／脚本・作詞）
- きかんしゃトーマスクリスマスコンサート『ソドー島のメリークリスマス』（2017年、調布市グリーンホール、2018年～全国公演／脚本・演出・作詞）
- リサとガスパール THE MUSICAL 『ダンス！ダンス！ダンス！』（2018年、全労済ホールスペース・ゼロ他／脚本・演出・作詞）